# Udaspes
Udaspes là một chi bướm ngày thuộc họ Bướm nâu.